# فرانسيسكو فلوريس
فرانسيسكو فلوريس (بالإسبانية: Francisco Flores Sequera) (30 أبريل 1990 بباركيسيميتو في فنزويلا - ) هو مدرب كرة قدم ولاعب كرة قدم فنزويلي في مركز الوسط. شارك مع منتخب فنزويلا لكرة القدم. أما مع النوادي، فقد لعب مع ديبورتيفو تاشيرا ومينيروس دو غويانا وديبورتيفو لارا وDeportivo Anzoátegui S.C. ‏.

## روابط خارجية
- فرانسيسكو فلوريس على موقع قاعدة بيانات كرة القدم.إي يو (الإنجليزية)
- فرانسيسكو فلوريس على موقع ناشيونال فوتبول تيمز (الإنجليزية)
- فرانسيسكو فلوريس على موقع Soccerway.com (الإنجليزية)